# 宇辉铁路
宇辉铁路，位于吉林省东部，起自团杉铁路辉南站，至靖宇站，全长67.010公里。

## 线路
线路设计为地方铁路II级，单线，设站场3处。总计铺轨里程78.956公里。线路起点辉南站，途经抚民镇、龙泉镇、靖宇镇。

## 历史
2003年5月开工，2005年12月全线贯通。工程总投资5.65亿元。项目业主为吉林省宇辉地方铁路有限公司。2007年12月29日通车。由沈阳铁路局梅河口车务段代管运营。